# Czech Juniors 2016
Das Turnier Czech Junior 2016 als bedeutendstes internationales Nachwuchsturnier von Tschechien im Badminton fand vom 18. bis zum 20. November 2016 in Orlová statt.

## Sieger und Platzierte
| Disziplin    | Gold                               | Silber                                     | Bronze                                 |
| ------------ | ---------------------------------- | ------------------------------------------ | -------------------------------------- |
| Herreneinzel | Daniel Nikolov                     | Jan Louda                                  | Chen Shiau-cheng                       |
| Herreneinzel | Daniel Nikolov                     | Jan Louda                                  | Gergő Pytel                            |
| Dameneinzel  | Holly Newall                       | Bára Hadáčková                             | Wiktoria Dąbczyńska                    |
| Dameneinzel  | Holly Newall                       | Bára Hadáčková                             | Veronika Dobiášová                     |
| Herrendoppel | Robert Cybulski Paweł Śmiłowski    | Christopher Grimley Matthew Grimley        | Matěj Hubáček Ondřej Král              |
| Herrendoppel | Robert Cybulski Paweł Śmiłowski    | Christopher Grimley Matthew Grimley        | Petr Beran Jan Somerlík                |
| Damendoppel  | Molly Chapman Freya Redfearn       | Wiktoria Dąbczyńska Aleksandra Goszczyńska | Wiktoria Adamek Izabela Pajek          |
| Damendoppel  | Molly Chapman Freya Redfearn       | Wiktoria Dąbczyńska Aleksandra Goszczyńska | Dominika Budzelová Michaela Fuchsová   |
| Mixed        | Christopher Grimley Ciara Torrance | Matthew Grimley Toni Woods                 | Paweł Śmiłowski Magdalena Świerczyńska |
| Mixed        | Christopher Grimley Ciara Torrance | Matthew Grimley Toni Woods                 | Jan Somerlík Dominika Budzelová        |